# (4434) Никулин
(4434) Никулин (лат. Nikulin) — астероид из группы главного пояса, который принадлежит к спектральному классу V. Он был открыт 8 сентября 1981 года советским астрономом Людмилой Журавлёвой в Крымской обсерватории и назван в честь известного советского киноактёра, артиста и клоуна, Героя Социалистического Труда Юрия Никулина.

Орбита астероида Никулин и его положение в Солнечной системе

Астероид имеет спектр, похожий на спектр Весты, но не относится к семейству Весты. Период вращения астероида из фотометрических наблюдений определить не удалось ввиду малой амплитуды изменений блеска.